# Oleg Rajko
Oleg Michajłowicz Rajko (ros. Олег Михайлович Райко, ur. 8 czerwca 1945 w Partizansku, wówczas Suczanie) – radziecki lekkoatleta, średniodystansowiec.
Zdobył srebrne medale w biegu na 800 metrów i biegu na 1500 metrów na europejskich igrzyskach juniorów w 1964 w Warszawie, przegrywając jedynie na 800 metrów z Franzem-Josefem Kemperem z RFN, a na 1500 metrów z Jürgenem Haase z NRD.
Był członkiem radzieckiej sztafety 4 × 880 jardów, która w składzie: Aleksandr Ustiancew, Remir Mitrofanow, Rajko i Wadim Michajłow ustanowiła 22 czerwca 1966 w Londynie rekord świata czasem 7:16,0.
Zdobył srebrny medal w biegu na 1500 metrów na europejskich igrzyskach halowych w 1966 w Dortmundzie, przegrywając jedynie z Johnem Whettonem z Wielkiej Brytanii, a wyprzedzając Ulfa Högberga ze Szwecji. Odpadł w eliminacjach tej konkurencji na mistrzostwach Europy w 1966 w Budapeszcie. Zajął 3. miejsce na tym dystansie w finale Pucharu Europy w 1967 w Kijowie.
Zwyciężył w sztafecie 3 × 1000 metrów na europejskich igrzyskach halowych w 1968 w Madrycie (sztafeta radziecka biegła w składzie: Michaił Żełobowski, Rajko i Anatolij Wierłan). Odpadł w półfinale biegu na 1500 metrów na igrzyskach olimpijskich w 1968 w Meksyku. 
Był mistrzem ZSRR w biegu na 1500 metrów w 1965 i 1967 oraz brązowym medalistą na tym dystansie w 1968 i 1969. W hali był mistrzem ZSRR w tej konkurencji w 1972.
Był rekordzistą ZSRR w biegu na 1500 metrów z czasem 3:38,7 osiągniętym 17 czerwca 1966 w Londynie (pierwszy wynik radzieckiego zawodnika poniżej 3 minut i 40 sekund). Ustanowił również rekord ZSRR w biegu na 1000 metrów czasem 2:20,2 (w 1966). Jego rekord życiowy w biegu na 800 metrów wynosił 1:48,7 (1967).